# Геркімер (містечко, Нью-Йорк)
Геркімер (англ. Herkimer) — місто (англ. town) в США, в окрузі Геркаймер штату Нью-Йорк. Населення — 9566 осіб (2020).

## Демографія
Згідно з переписом 2010 року, у місті мешкало 10 175 осіб у 4148 домогосподарствах у складі 2318 родин. Було 4606 помешкань
Расовий склад населення:
| - 93,2 % — білих - 3,5 % — чорних або афроамериканців - 0,9 % — азіатів - 0,3 % — корінних американців |

До двох чи більше рас належало 1,3 %. Частка іспаномовних становила 2,7 % від усіх жителів.
За віковим діапазоном населення розподілялося таким чином: 18,4 % — особи молодші 18 років, 61,6 % — особи у віці 18—64 років, 20,0 % — особи у віці 65 років та старші. Медіана віку мешканця становила 40,8 року. На 100 осіб жіночої статі у місті припадало 90,5 чоловіків;  на 100 жінок у віці від 18 років та старших — 88,0 чоловіків також старших 18 років.
Середній дохід на одне домашнє господарство  становив 56 504 долари США (медіана — 46 399), а середній дохід на одну сім'ю — 71 655 доларів (медіана — 56 033). Медіана доходів становила 41 981 долар для чоловіків та 34 583 долари для жінок. За межею бідності перебувало 16,9 % осіб, у тому числі 33,5 % дітей у віці до 18 років та 6,0 % осіб у віці 65 років та старших.
Цивільне працевлаштоване населення становило 4360 осіб. Основні галузі зайнятості: освіта, охорона здоров'я та соціальна допомога — 29,8 %, роздрібна торгівля — 18,1 %, виробництво — 12,7 %, мистецтво, розваги та відпочинок — 10,4 %.